# Инес (ураган)
Ураган Инес — сильный ураган, затронувший осенью 1966 года Карибы, Багамские острова, Флориду и Мексику. Это был первый шторм в 1966 году, затронувший эти территории. Ураган возник над Африкой и стал тропической депрессией к 21 сентября. Он медленно продвигался на запад, поначалу не сильно усиливаясь; 24 сентября он получил статус тропический шторм Инес. Далее шторм превратился в ураган, быстро усилился, 27 сентября поразил французский заморский регион и Гваделупу. Из-за урагана Инес сильно пострадали плантации банана и сахарного тростника, тысячи домов были повреждены, в результате чего 10 000 человек осталось без крова. Повреждения на Гваделупе оценивались в $50 млн, было зарегистрировано 40 смертей.
Двигаясь на запад, Инес вышел на сушу сначала как небольшой ураган на полуострове Бараона в Доминиканской Республике. Из-за грозы было затоплено много рек и уничтожено более 800 домов. По всей стране насчитывалось около 100 смертей, повреждения оценивались в $12 миллионов. Далее ураган Инес поразил юго-запад Гаити, где он стал худшим ураганом с 1920-х годов. Больше, чем 1000 человек были убиты, и 60 000 человек остались без крова. Ущерб составил $20,35 млн в Гаити, что побудило правительство Соединенных Штатов послать помощь впервые за десять лет. Инес быстро ослаб над Эспаньолой, хотя и активизировался перед ударом по юго-востоку Кубы 30 сентября. В стране, 125 000 человек были вынуждены эвакуироваться, на острове 3 человека погибли и было нанесено $20 млн убытков.
На Багамских островах, обильные осадки и приливы вызвали наводнения, в результате которого погибли 5 человек и ущерб составил $15,5 миллиона. Ураганные ветры произошли в районе Флорида-кис, где было повреждено 160 домов и 190 трейлеров. В Флоридском проливе Инес перевернул лодку с 45 кубинскими беженцами. В северной части Мексиканского залива потерпел крушение вертолёт во время перевозки эвакуированных с нефтяной вышки, в результате чего погибли 11 человек. На своём заключительном выходе на континент Инес ураган поразил мексиканский штат Тамаулипас и отрезал дороги к Тампико. Около 84 000 человек остались без крова, ураган уничтожил более 2500 домов. Ущерб был оценен в $104 млн, всего в Мексике погибло 74 человека.

## Метеорологическая история
Предшественником Инес было возмущение в Атлантическом океане, которое считалось тропической депрессией к 18 сентября 1966.[4]

## Последствия
После того, как шторм ударил по Гваделупе, возникла нехватка продовольствия на острове. Но жители быстро расчистили дороги и работали на сборе урожая бананов. Французский государственный деятель Шарль де Голль посетил остров. В конце октября 1966 года французское правительство создало фонд помощи Гваделупе на общую сумму $34 млн (₣170 миллионов франков). Правительство инициировало план восстановления острова, чтобы выдержать сильные ураганы. Агентство США по международному развитию отправило 20 000 фунтов одеял и одежды на остров. Для борьбы с последствиями урагана на Гаити, вертолёты корпуса морской провели 454 часов в воздухе и провели 740 вылетов самолётов, чтобы доставить 186,676 тонн срочной гуманитарной помощи Гаити и Доминиканской Республике. Кроме того, они помогали эвакуировать 142 пациентов больницы. Доминиканские ВВС также помогали в транспортировке пострадавших людей из отдаленных районов в Санто-Доминго. В стране развернуты войска численностью 5000 человек с целью переброски продуктов питания, лекарств и одежды в пострадавшие в результате урагана районы. Святой престол направил $2000 для оказания помощи жителям, пострадавшим в результате урагана на Гаити. После почти десятилетнего бойкота из-за действий президента Гаити Франсуа Дювалье, Соединённые Штаты предоставили $1,3 млн кредита для страны, чтобы помочь восстановить инфраструктуру и образование. Промышленник Клинт Мерчисон дал $50 000, муку и продовольствие из своих запасов. Соединённые Штаты также послали вакцину и 4360 кг еды.
На Кубе из провинции Орьенте было эвакуировано 125 тысяч человек.

## Интересные факты
- Дьяков, Анатолий Витальевич — советский гелиоастроном из Темиртау предсказал ураган в своей телеграмме в посольство Кубы в СССР[12][нет в источнике], о чём уведомил Фиделя Кастро в телеграмме. Благодаря предупреждению сотни кубинских рыболовецких кораблей были выведены из опасного района.

Текст телеграммы: «Москва, Посольство Республики Куба. (Из Темир-Тау, Кемеровской, 20 сентября 1966 года) Дорогие товарищи имею честь предупредить вас опасности появления очень сильного урагана Карибском море конце третьей декады сентября. Начальник гелиометеостанции Горной Шории Дьяков». «Внезапно обрушившийся на Гваделупу, Санто-Доминго и Ганги ураган „Инес“ оставил после себя более тысячи убитых и материальный ущерб на сотню миллионов долларов. В то же время в результате своевременного оповещения кубинской метеослужбы и мер по борьбе с циклоном, предпринятых кубинским правительством, последствия этого урагана на Кубе удалось свести к минимуму». («Известия», 5 октября 1966 года)